# Чандрагупта Маурья
Чандрагу́пта Мау́рья (хинди चन्द्रगुप्त मौर्य; в греческой транскрипции Сандрокотт (греч. Σανδροκόττος), в латинской Андрокотт) — первый в истории объединитель Индии, основавший империю Маурьев (правил в 322—298 годах до н. э.). О событиях его царствования немало упоминаний в индийских, цейлонских, греческих и даже римских источниках.
Чандрагупта считается первым царём из варны кшатриев из Магадхи. Многие историки полагают, что принадлежность к варне кшатриев «приписана» Чандрагупте, и, соответственно, весьма сомнительна.

## Ранние годы
Чандрагупта Маурья родился около 340 года до н. э. До нашего времени дошли противоречивые сведения о его происхождении. Некоторые из историков считают, что он был незаконнорождённым ребёнком принца Нанда и его служанки Мура; однако другие источники (в том числе «Артхашастра» и Пураны) утверждают, что Чандрагупта был выходцем из кшатриев — например, из клана мория древней республики Пиппаливана.
Чтобы стать царём, Чандрагупте пришлось выдержать упорную борьбу с Нандами, а также с греческими гарнизонами, оставленными в Индии Александром Македонским. В индийских и античных источниках сохранились многие интересные свидетельства о различных этапах борьбы Чандрагупты за власть, хотя среди исследователей ведутся жаркие споры о последовательности этой борьбы.
Согласно традиции, в ранние годы Чандрагупта учился в Таксиле, где он встретился со своим наставником Чанакьей. Они разработали в Таксиле план захвата магадхского престола. Чанакья вместе с Чандрагуптой начали собирать войско. Воины нанимались в разных областях, и вскоре была создана огромная армия под руководством Чандрагупты.
У Плутарха (46—126) имеется сообщение о встрече юного Чандрагупты с Александром Македонским. Эта встреча, если она в действительности была, могла произойти уже после первого столкновения Чандрагупты с нандским царем. Чандрагупта, по словам Плутарха, очень нелестно отзывался о нандском царе Аграмесе и склонял на свою сторону Александра, убеждая его направить армию на восток, против всеми презираемого индийского царя. Однако Александр, как известно, не предпринял похода вглубь Индии и был вынужден двинуться обратно на запад.

## Борьба с Нандами и восхождение на трон

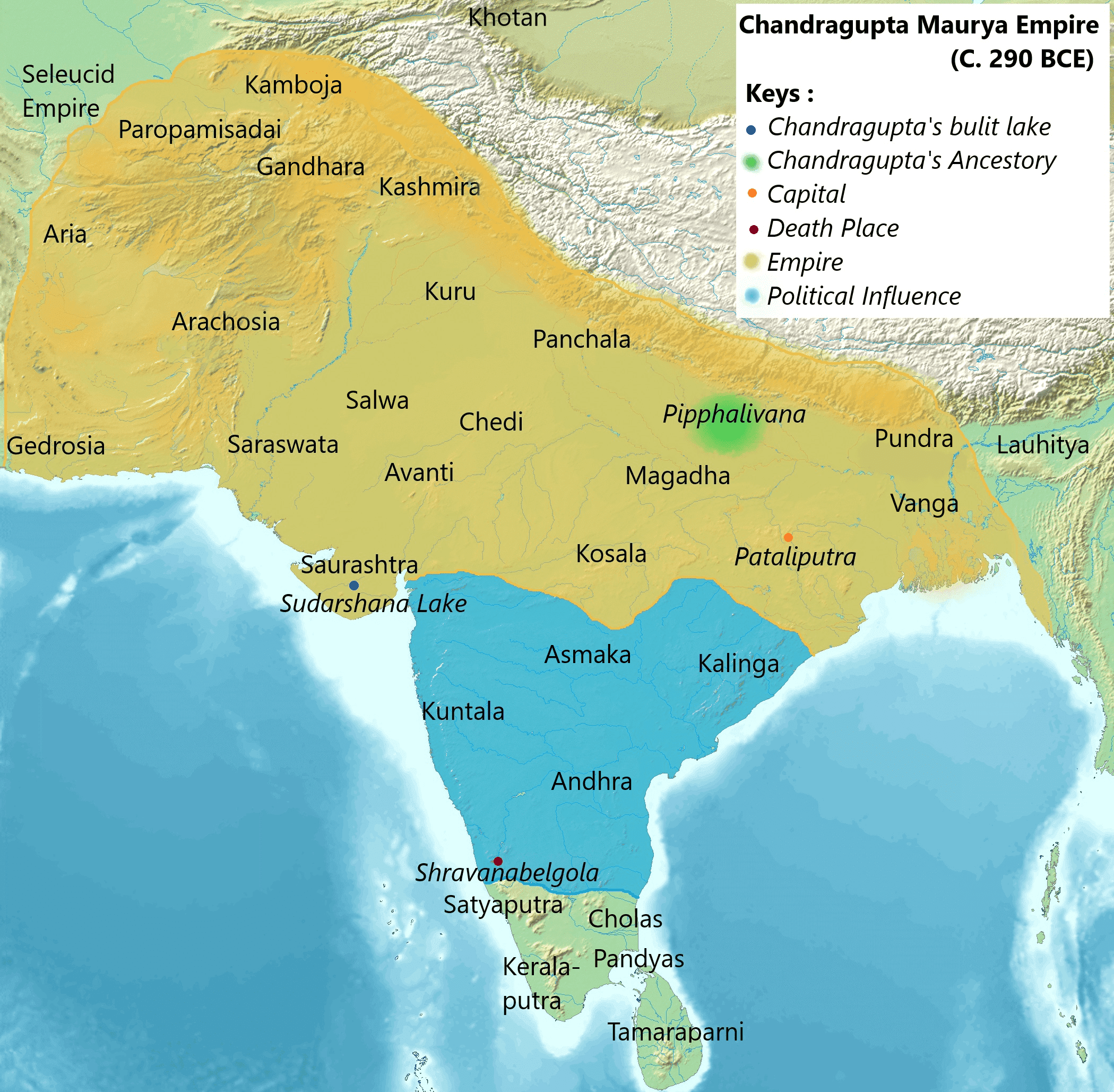
Империя Чандрагупты Маурьи приблизительно 290 г. до н. э.

Первая попытка Чандрагупты свергнуть Нандов была неудачной, так как он не обеспечил своего тыла. В этот период Чандрагупта, естественно, не мог выступить и против очень сильной армии греко-македонцев. Впоследствии, когда основное войско Александра покинуло Индию, для Чандрагупты сложились довольно благоприятные условия.
Александр разделил завоеванную им территорию на сатрапии, отдав часть земель и индийским правителям. Вскоре стали вспыхивать восстания, направленные против македонцев, начались столкновения за власть между сатрапами, особенно после смерти Александра в 323 году до н. э. В этот период Чандрагупта, находясь в Пенджабе, был готов начать борьбу с остатками македонских гарнизонов. А когда в 317 году до н. э. последний сатрап Эвдам вынужден был уйти из Индии, Чандрагупта стал фактическим правителем Пенджаба. В это же время был убит один из главных его конкурентов — могущественный индийский царь Пор, который управлял большой территорией, полученной им в своё время от Александра. Основное внимание теперь было направлено на захват магадхского престола, и Чандрагупта, заручившись поддержкой некоторых республиканских объединений Северо-Западной Индии, двинул свои войска против Нандов.
Борьба с Нандами была очень упорной. Нандские цари имели огромную армию, и в решающем сражении, как рассказывалось в буддийском сочинении «Вопросы Милинды» (явно преувеличенно), погибло 1 млн солдат, 10 000 слонов, 100 000 лошадей и 5000 колесничих.
Коронация Чандрагупты произошла после 317 года до н. э. Эта датировка хорошо согласуется с данными индийских (буддийских, джайнских) и античных источников, хотя многие исследователи относили начало Маурийской династии к более раннему времени.

## Экспансия
Получив власть, Чандрагупта воспользовался войском своих предшественников, и набрал 400 000 воинов с 4000 слонами. С этими силами он занял всю северную Индию, установив империю от Бенгальского залива до Аравийского моря. Затем он двинулся к реке Инд и занял также значительную территорию в Центральной Индии.
Из античных источников известно о столкновении Чандрагупты с Селевком Никатором — бывшим сподвижником Александра, а затем царем Сирии — и заключении между ними мира. По мирному договору Чандрагупта передал Селевку 500 боевых слонов, а к Маурьям отошли Паропамис, Арахосия и Гедросия.
Селевк послал ко двору Чандрагупты своего посла Мегасфена, который написал о своем пребывании в столице Чандрагупты сочинение в четырёх книгах — «Индику». Слава о Чандрагупте разнеслась по всему эллинистическому миру, и послы к нему были направлены из Египта Птолемеев и из Сирии.
Вместе со своим главным советником Чанакьей (обычно отождествляемым с Каутильей, автором «Артхашастры») Чандрагупта провёл ряд экономических и политических реформ, установив сильную централизированную администрацию — Мантрипаришад. Период его правления, отмеченный важным вкладом в развитие искусства и архитектуры, был также временем важных социальных и религиозных реформ, когда буддизм и джайнизм усилили свои позиции.

## Смерть
Согласно многочисленным позднейшим джайнским источникам, в конце жизни Чандрагупта отказался от трона и принял аскезу, руководствуясь указаниями джайнского учителя Ачарья Бхадрабаху, закончив жизнь от добровольного голодания в Шраванабелагола в провинции Карнатака, где до сих пор стоит храм около пещеры, где он умер. Ему наследовал его сын Биндусара, а внук Ашока стал самым известным индийским правителем древности.

| Предшественник: Династия Нанда | Империя Маурьев (322—298 до н. э.) | Наследник: Биндусара |

## В кинематографе и на ТВ
- «Chanakya Chandragupta» (1977) — фильм на языке телугу, посвящённый истории Чандрагупты и его сподвижника Чанакьи.
- «Chandragupta Maurya» (2011—2012) — исторический телесериал, в котором роль главную роль сыграл Ашиш Шарма. Транслировался на Imagine TV.
- «Chandra Nandni» (2016—2017) — исторический сериал режиссера Экты Капур, в котором главную роль сыграл Раджат Токас. Транслировался на канале Star Plus.
- «Chandragupta Maurya» (2018—2019) — исторический сериал режиссёра Сиддхартха Тевари, транслируется на индийском телеканале Sony.